# گورنگه کوماریتسه
گورنگه کوماریتسه (به صربی: Gornje Komarice) یک منطقهٔ مسکونی در صربستان است که در Pivara Municipality واقع شده‌است. گورنگه کوماریتسه ۳۲۲ نفر جمعیت دارد.